# Adolf Kuntzen
Adolf-Friedrich Kuntzen (ne le 26 juillet 1889 à Magdebourg, mort le 10 juillet 1964 à Hanovre) était un  General der Panzertruppe allemand, qui servit au sein de la Deutsches Heer, de la Reichswehr puis de la Wehrmacht.
Il a été récipiendaire de la Croix de chevalier de la Croix de fer. Cette décoration est attribuée pour récompenser un acte d'une extrême bravoure sur le champ de bataille ou un commandement militaire avec succès.

## Biographie
Adolf Kuntzen est le fils du lieutenant général à la retraite August Heinrich Hans Kuntzen et de son épouse Elisabeth Anna Louise, née Bötticher. Il s'engage le 10 mars 1909 dans le 1er régiment de hussards de l'armée prussienne en tant que porte-drapeau.
Durant la Seconde Guerre mondiale, il commanda la 8e Panzerdivision (notamment durant la bataille de France) puis divers corps d'armée. Il acheva sa carrière militaire avec le grade de General der Panzertruppen.

## Décorations
- Croix de fer (1914)
  - 2e classe
  - 1re classe
- Croix du Mérite de guerre (Brunswick)
- Croix du Mérite militaire (Autriche) 3e classe avec décorations de guerre
- Agrafe de la Croix de fer (1939)
  - 2e classe
  - 1re classe
- Croix de chevalier de la Croix de fer
  - Croix de chevalier le 3 juin 1940